# Live at Whiskey A Go-Go
Live at Whiskey A Go-Go – piąty album zespołu The Stooges wydany w 1988 przez Revenge Records. Utwory nagrano 16 września 1973 w Los Angeles w klubie "Whiskey A Go-Go".

## Lista utworów
1. "Raw Power" – 5:12
2. "Head On" – 8:01
3. "Search N' Destroy" – 4:49
4. "I Need Somebody" – 5:59
5. "New Orleans" – 5:53
6. "She Creatures Of Hollywood Hills" – 9:53
7. "Open Up And Bleed" – 12:55
8. "Gimme Danger" – 6:49

## Skład
- Iggy Pop – wokal
- Ron Asheton – gitara basowa
- James Williamson – gitara
- Scott Asheton – perkusja
- Scott Thurston – klawisze